# Nathalja Nijman
Nathalja Nijman (Harderwijk, 29 juni 1992) is een Nederlands voetballer die uitkwam voor PEC Zwolle.

## Carrière
Nathalja Nijman doorliep vanaf 2007, net als haar tweelingzus Marèse, de jeugdopleiding van FC Twente, alwaar ze in 2009 de stap maakte naar het beloftenelftal dat onder de naam vv ATC '65 uitkwam in de Eerste klasse. Dat jaar werd ze kampioen met het elftal en wist via de play-offs promotie af te dwingen naar de hoofdklasse. In seizoen 2010/11 speelde ze met het elftal in de hoofdklasse en wist uiteindelijk op een vierde plek te eindigen, hetgeen recht gaf op promotie naar de nieuwe topklasse. Nijman zelf vertrok, wederom met haar zus, naar FC Zwolle om te gaan spelen in de Eredivisie. In de vierde speelronde maakte ze haar debuut voor de club. Ze viel na rust in voor Charissa Burgwal.

## Statistieken
| Seizoen | Club                         | Land      | Competitie            | Wedstrijden | Doelpunten |
| ------- | ---------------------------- | --------- | --------------------- | ----------- | ---------- |
| 2009/10 | ATC '65 / Beloften FC Twente | Nederland | Eerste Klasse B       | –           | –          |
| 2010/11 | ATC '65 / Beloften FC Twente | Nederland | Hoofdklasse           | –           | –          |
| 2011/12 | FC Zwolle                    | Nederland | Eredivisie            | 11          | 0          |
| 2012/13 | PEC Zwolle                   | Nederland | BeNe League Orange    | 14          | 0          |
| 2012/13 | PEC Zwolle                   | Nederland | Women's BeNe League B | 13          | 0          |
| 2013/14 | PEC Zwolle                   | Nederland | Women's BeNe League   | 14          | 0          |
| Totaal  | Totaal                       | Totaal    | Totaal                | 52          | 0          |